# 有效质量

Bulk Si,Ge,GaAs和InAs用紧束缚模型计算得到的能带结构. 有效质量大小：Si 〉GaAs 〉 Ge 〉 InAs

有效质量（Effective mass），是用来方便引入经典力学的解决方法牛顿第二定律的一种近似。它近似认为电子受到原子核的周期性势场（这个势场和晶格周期相同）以及其他电子势场综合作用的结果。在数学处理上采用在能带极值点处用泰勒展开，这样略去二阶以上项，就可以很好刻画。另外，有效质量与能带形状、位置有关。包括状态密度有效质量，和电导有效质量等。有效质量是一个很重要的概念，它把晶体中电子准经典运动的加速度与外力直接联系了起来。
带结构的二阶近似为：
{\displaystyle E(\mathbf {k} )=E_{0}+{\frac {\hbar ^{2}\mathbf {k} ^{2}}{2m^{*}}}}
其中m*为有效质量
有效质量可以为负值，这是与惯性质量不同的。